# Loma Tigre
Loma Tigre är en ort i Mexiko.   Den ligger i kommunen San Francisco Cahuacuá och delstaten Oaxaca, i den sydöstra delen av landet, 300 km sydost om huvudstaden Mexico City. Loma Tigre ligger 1 650 meter över havet och antalet invånare är 157.
Terrängen runt Loma Tigre är huvudsakligen kuperad, men åt sydväst är den bergig. Runt Loma Tigre är det glesbefolkat, med 17 invånare per kvadratkilometer. Närmaste större samhälle är Santa Catarina Cuanana, 15,7 km sydväst om Loma Tigre. I omgivningarna runt Loma Tigre växer huvudsakligen savannskog.